# Arts plastiques au Xe siècle
Arts plastiques au IXe siècle - Arts plastiques au Xe siècle - Arts plastiques au XIe siècle
Chronologie des arts plastiques

## Événements
- 909-1171 : épanouissement de l'art fatimide en Ifriqiya puis en Égypte après 969[1].
- Vers 946 : apparition des premières statues-reliquaires, comme la Vierge en majesté que l'évêque Etienne II fait ériger dans la cathédrale de Clermont, détruite à la Révolution[2].
- 951 : au Japon, les premiers mandala (représentation de l’univers) rapportés de Chine sont copiés à plusieurs reprises sur des panneaux de soie, puis en 951 sur les piliers de la pagode du Daigo-ji à Kyôto[3].
- Vers 980 : réalisation de la vierge d'or d'Essen, la plus ancienne Vierge à l'Enfant en ronde-bosse conservée[4]

- Vers 980-1042 : style de Mammen (de) en Scandinavie[5], nommé à cause de la grande hache richement rehaussée d’argent de Mammen (Jutland), et illustré par un somptueux collier de cheval rehaussé d’or. Il s’éloigne de la décoration purement animalière. Représenté surtout au Danemark, il se propage dans les îles Britanniques, notamment dans l’île de Man.
- 13 mars 981  : érection d'une statue monolithique de 19 mètres du saint Gomateśvara dans le sanctuaire jaïna de Śravana-Belgola, en Inde, par Chavundaraya (en), un général au service du roi Ganga Rachamalla[6].
- Vers 983-1013 : la statue reliquaire de Sainte Foy de Conques, œuvre du IXe siècle, est remaniée[7],[8].

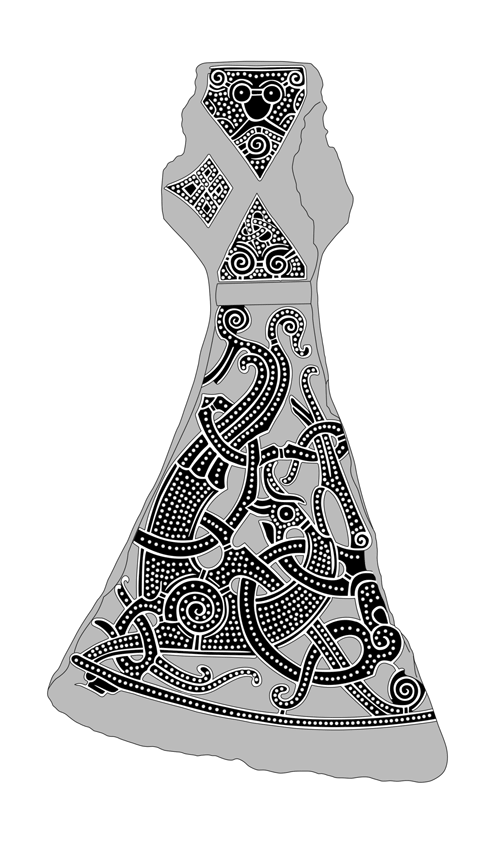
Hache de Mammen.
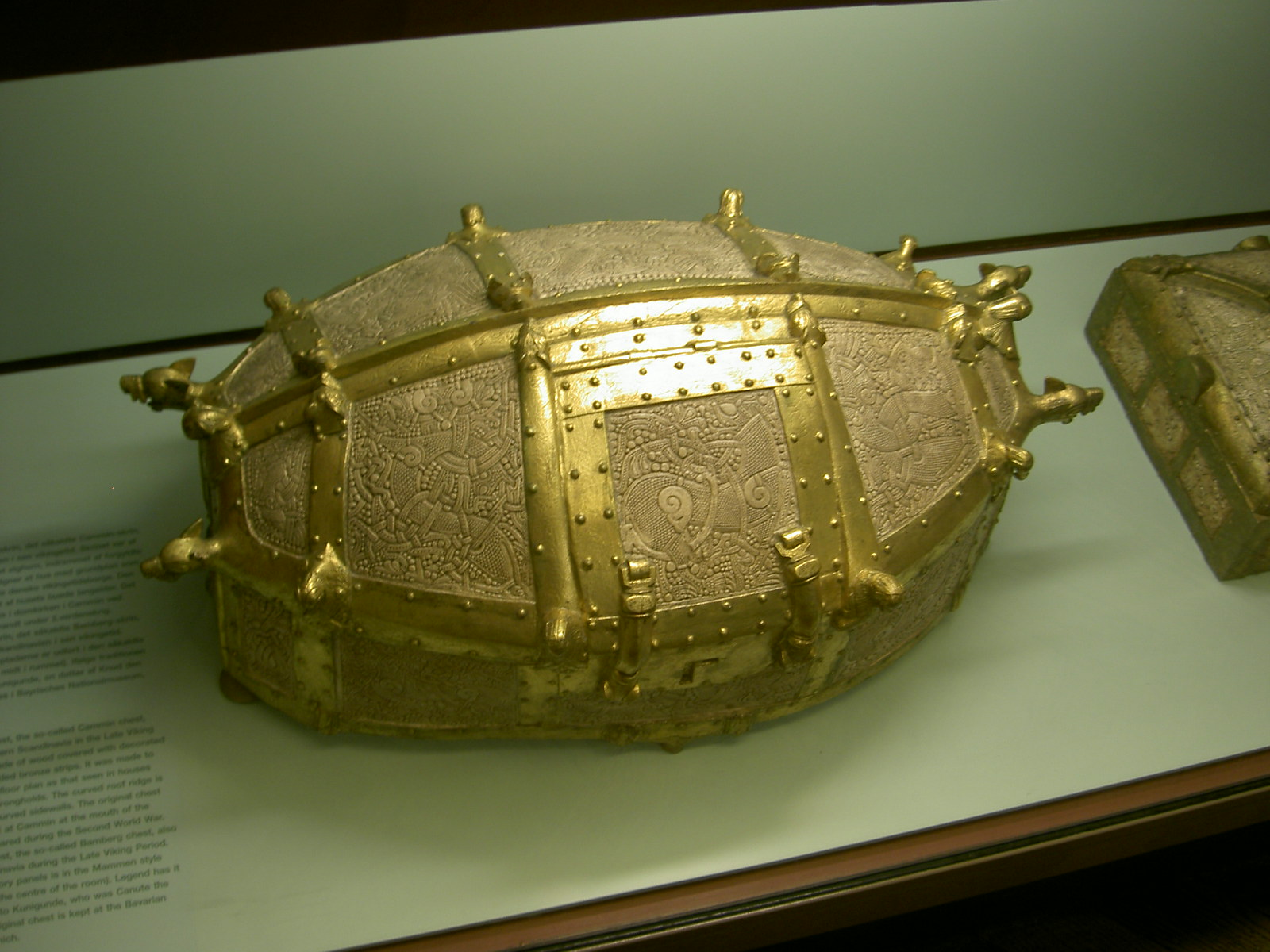
Réplique d'un reliquaire du sanctuaire de Cammin, en Poméranie, réalisé dans le Style de Mammen (de).
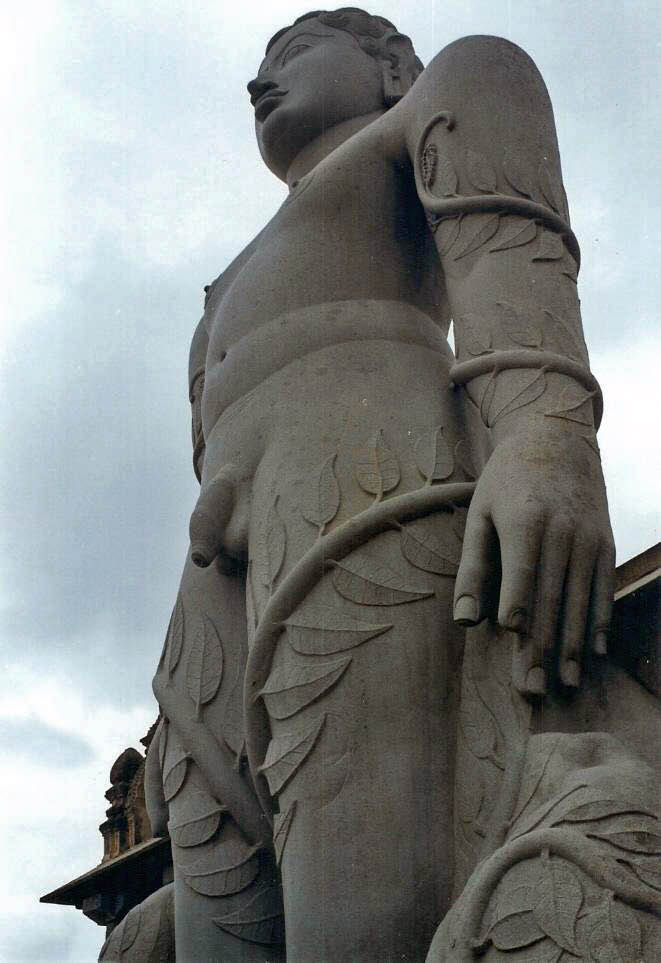
Statue de Gomateshvara.
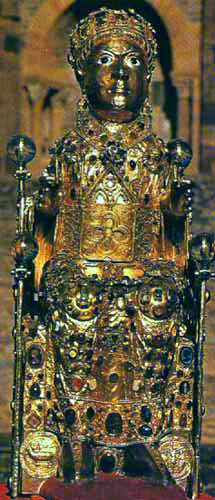
Statue reliquaire de Sainte Foy.